# Championnat du monde des clubs féminin de volley-ball 2012
Navigation
2011 2013
Le Championnat du monde des clubs de volley-ball féminin 2012 est la sixième édition du Championnat du monde des clubs de volley-ball féminin organisé par la Fédération internationale de volley-ball. Elle se déroule du 13 au 19 octobre 2012 au Qatar pour la quatrième fois de son histoire. Tous les matches sont joués à la salle « Aspira Dome » à Doha.

## Déroulement de la compétition
Le format du Championnat du monde des clubs, en vigueur à partir de 2009, prévoit la division de six équipes en deux groupes, A et B. 
Les deux premières équipes de chaque groupes se qualifient pour les demi-finales (le premier du groupe A rencontre le second du groupe B, et vice-versa). Les équipes classées troisième sont éliminées et sont incluses dans le classement final à la cinquième place.
Les gagnants des demi-finales se disputent la victoire finale, tandis que les perdants s'affrontent pour la troisième place.

## Participants
| Club                | Pays        | Confédération | Titre                                       |
| ------------------- | ----------- | ------------- | ------------------------------------------- |
| Sollys/Nestlé       | Brésil      | CSV           | Champion d'Amérique du Sud                  |
| Lancheras de Cataño | Porto Rico  | NORCECA       | Champion d'Amérique du Nord et des Caraïbes |
| Fenerbahçe Istanbul | Turquie     | CEV           | Champion d'Europe                           |
| Kenya Prisons       | Kenya       | CAVB          | Champion d'Afrique                          |
| Tianjin Bridgestone | Chine       | AVC           | Champion d'Asie                             |
| Rabita Bakou        | Azerbaïdjan | CEV           | Wild card                                   |

## Phase de groupes

### Composition des groupes
| Groupe A - Sollys/Nestlé - Tianjin Bridgestone - Rabita Bakou | Groupe B - Kenya Prisons - Lancheras de Cataño - Fenerbahçe Istanbul |

### Résultats
| Groupe A |                                     |       |       |       |       |       |   |
|          |                                     |       |       |       |       |       |   |
| 14-10    | Sollys/Nestlé - Tianjin Bridgestone | 3 - 0 | 25-13 | 25-14 | 25-20 | -     | - |
| 15-10    | Rabita Bakou - Sollys/Nestlé        | 1 - 3 | 25–22 | 20–25 | 19–25 | 20–25 | – |
| 16-10    | Rabita Bakou - Tianjin Bridgestone  | 3 - 1 | 25-20 | 25-22 | 18-25 | 25-21 | - |

| Groupe B |                                           |       |       |       |       |       |   |
|          |                                           |       |       |       |       |       |   |
| 13-10    | Kenya Prisons - Lancheras de Cataño       | 1 - 3 | 19–25 | 25–23 | 19–25 | 23-25 | - |
| 15-10    | Fenerbahçe Istanbul - Lancheras de Cataño | 3 - 0 | 25–17 | 25–17 | 25–13 | -     | - |
| 17-10    | Fenerbahçe Istanbul - Kenya Prisons       | 3 - 0 | 25–17 | 25–14 | 25–11 | -     | - |

### Classements
| # | Équipe              | Pts | J | G | Gt | Pt | P | Sp | Sc | Ratio | Pp  | Pc  | Ratio |
| 1 | Sollys/Nestlé       | 6   | 2 | 2 | 0  | 0  | 0 | 6  | 1  | 6     | 172 | 131 | 1.313 |
| 2 | Rabita Bakou        | 3   | 2 | 1 | 0  | 0  | 1 | 4  | 4  | 1     | 177 | 185 | 0.957 |
| 3 | Tianjin Bridgestone | 0   | 2 | 0 | 0  | 0  | 2 | 1  | 6  | 0.167 | 135 | 168 | 0.804 |

| # | Équipe              | Pts | J | G | Gt | Pt | P | Sp | Sc | Ratio | Pp  | Pc  | Ratio |
| 1 | Fenerbahçe Istanbul | 6   | 2 | 2 | 0  | 0  | 0 | 6  | 0  | MAX   | 150 | 89  | 1.685 |
| 2 | Lancheras de Cataño | 3   | 2 | 1 | 0  | 0  | 1 | 3  | 4  | 0.75  | 145 | 161 | 0.901 |
| 3 | Kenya Prisons       | 0   | 2 | 0 | 0  | 0  | 2 | 1  | 6  | 0.167 | 128 | 173 | 0.74  |

## Phase finale
|  | Demi-finales                        | Demi-finales                        |                        |   | Finale                              | Finale                              |
|  | Demi-finales                        | Demi-finales                        |                        |   | Finale                              | Finale                              |
|  |                                     |                                     |                        |   |                                     |                                     |
|  | Doha, 18-10-2012, 25-15 25-13 25-15 | Doha, 18-10-2012, 25-15 25-13 25-15 |                        |   | Doha, 19-10-2012, 25-16 25-14 25-17 | Doha, 19-10-2012, 25-16 25-14 25-17 |
|  | Doha, 18-10-2012, 25-15 25-13 25-15 | Doha, 18-10-2012, 25-15 25-13 25-15 |                        |   | Doha, 19-10-2012, 25-16 25-14 25-17 | Doha, 19-10-2012, 25-16 25-14 25-17 |
|  | Sollys/Nestlé                       | 3                                   |                        |   | Doha, 19-10-2012, 25-16 25-14 25-17 | Doha, 19-10-2012, 25-16 25-14 25-17 |
|  | Sollys/Nestlé                       | 3                                   |                        |   | Doha, 19-10-2012, 25-16 25-14 25-17 | Doha, 19-10-2012, 25-16 25-14 25-17 |
|  | Lancheras de Cataño                 | 0                                   |                        |   | Doha, 19-10-2012, 25-16 25-14 25-17 | Doha, 19-10-2012, 25-16 25-14 25-17 |
|  | Lancheras de Cataño                 | 0                                   | Sollys/Nestlé          | 3 |                                     |                                     |
|  | Doha, 18-10-2012, 18-25 20-25 16-25 |                                     | Sollys/Nestlé          | 3 |                                     |                                     |
|  |                                     | Rabita Bakou                        | 0                      |   |                                     |                                     |
|  | Fenerbahçe Istanbul                 | Rabita Bakou                        | 0                      | 0 |                                     |                                     |
|  | Fenerbahçe Istanbul                 |                                     |                        | 0 |                                     |                                     |
|  | Rabita Bakou                        | 3                                   |                        |   |                                     |                                     |
|  | Rabita Bakou                        | 3                                   | Match pour la 3e place |   |                                     |                                     |
|  |                                     |                                     |                        |   |                                     |                                     |
|  | Doha, 19-10-2012, 16-25 17-25 17-25 |                                     |                        |   |                                     |                                     |
|  |                                     |                                     |                        |   |                                     |                                     |
|  | Lancheras de Cataño                 | 0                                   |                        |   |                                     |                                     |
|  | Lancheras de Cataño                 | 0                                   |                        |   |                                     |                                     |
|  | Fenerbahçe Istanbul                 | 3                                   |                        |   |                                     |                                     |
|  | Fenerbahçe Istanbul                 | 3                                   |                        |   |                                     |                                     |

## Récompenses
- MVP :  Sheilla Castro (Sollys/Nestlé)
- Meilleure marqueuse :  Sheilla Castro (Sollys/Nestlé)
- Meilleure passeuse :  Josefa Fabíola (Sollys/Nestlé)
- Meilleure attaquante :  Thaísa Menezes (Sollys/Nestlé)
- Meilleure contreuse :  Jessica Jones (Lancheras de Cataño)
- Meilleure serveuse :   Sheilla Castro (Sollys/Nestlé)
- Meilleure réceptionneuse :  Jaqueline Carvalho (Sollys/Nestlé)
- Meilleure libéro :  Camila Brait (Sollys/Nestlé)

## Classement final
| Rang | Club                | Nation      | Confédération | Prime |
| ---- | ------------------- | ----------- | ------------- | ----- |
| 1    | Sollys/Nestlé       | Brésil      | CSV           |       |
| 2    | Rabita Bakou        | Azerbaïdjan | CEV           |       |
| 3    | Fenerbahçe Istanbul | Turquie     | CEV           |       |
| 4    | Lancheras de Cataño | Porto Rico  | NORCECA       |       |
| 5    | Kenya Prisons       | Kenya       | CAVB          |       |
| 5    | Tianjin Bridgestone | Chine       | AVC           |       |